# Labeo simpsoni
Labeo simpsoni är en fiskart som beskrevs av Ricardo-bertram, 1943. Labeo simpsoni ingår i släktet Labeo och familjen karpfiskar. IUCN kategoriserar arten globalt som livskraftig. Inga underarter finns listade i Catalogue of Life.